# Ray (Roboter)
Der Roboter Ray ist ein System zum automatischen Einparken, etwa in Parkhäusern. Er wird seit Juni 2014 am Flughafen Düsseldorf getestet. Der Hersteller ist die bayerische Firma Serva Transport Systems GmbH aus Grabenstätt. Die Entwicklung wurde durch die Firma und das Dortmunder Fraunhofer-Institut für Materialfluss und Logistik vorangetrieben.
Der Fahrer stellt das Fahrzeug an der Einfahrt des Parkhauses ab. Das fahrerlose Transportfahrzeug vermisst das Fahrzeug, hebt es wenige Zentimeter an und sucht einen Stellplatz im Parkhaus. Der Kunde spart also die Mühe und Zeit, sich eine freie Stelle im Parkhaus zu suchen. Der Roboter stellt später das Fahrzeug wieder bereit. Es ist auch möglich, dass der Roboter den PKW ausparkt und dem Fahrer bereitstellt, bevor der Fahrer das Parkhaus erreicht, beispielsweise, wenn es sich um ein Flughafenparkhaus handelt und der Roboter die Information von der Landung eines Flugzeugs mit dem Fahrer an Bord erhält. Der Kunde nutzt eine Smartphone-App, die von der Website des Flughafens heruntergeladen werden kann.
Der Betreiber des Parkhauses kann auf dem gegebenen Raum etwa die doppelte Zahl von Fahrzeugen unterbringen und höhere Einnahmen erzielen; ein Umbau des Parkhauses oder die Verlegung von Schienen oder der Einbau von Regalen ist nicht erforderlich. Im Unterschied zu anderen automatisierten Systemen arbeiten mehrere Roboter gleichzeitig und das Risiko einer Blockade der Anlage ist geringer.
Das System wurde 2013 zum Deutschen Gründerpreis in der Kategorie StartUp nominiert und auf der Hannover Messe präsentiert.
Die Firma Serva Transport Systems GmbH wurde 2010 gegründet.